# Warm Springs (tribu)
Pour les articles homonymes, voir Warm Springs.
Les Warm Springs ou Walla Walla sont des autochtones amérindiens vivant dans le Nord de l'Oregon. Ils sont composés des Upper Deschutes (Tygh), des Lower Deschutes (Wyam), des Tenino et des John Day (Dock-spus). En 1855, les Warm Springs et les Wasco ont négocié avec le surintendant des affaires indiennes de l'Oregon, Joel Palmer, lors du traité avec les tribus d'Oregon central (Treaty with the Tribes of Middle Oregon). Les Warm Springs font désormais partie des tribus confédérées de Warm Springs qui administrent la réserve indienne de Warm Springs.